# Neotamias merriami
Tamias merriami — вид гризунів родини Sciuridae. Він зустрічається в центральній і південній Каліфорнії в США і на невеликій території на півночі Нижньої Каліфорнії, Мексика.

## Морфологічна характеристика
Бурундук Мерріама досягає середньої довжини голови й тулуба від 13,0 до 13,5 сантиметрів, довжини хвоста від 10,5 до 11,5 сантиметрів і ваги від 68 до 72 грамів. Хвіст відносно довгий порівняно з іншими видами, його довжина становить до 97% від довжини голови-тулуба. Як і в інших видів роду, хутро має колір від коричневого до корицево-коричневого, а на спині є кілька темних спинних смуг, які розділені світлішими смугами і відмежовані від боків тіла. Це чотири сірі та п'ять бурих смуг, причому крайні смуги значно коротші, а всі інші смуги приблизно однакової ширини. Тварини мають довгі вузькі вуха і білий живіт.

## Спосіб життя
Бурундуки Мерріама живуть у різних місцях проживання від рівня моря до висоти 2940 метрів. В основному вони зустрічаються в чагарникових зонах чапарраля, часто пов'язаних з сосновими та дубовими насадженнями. Важливими факторами середовища існування є опале листя та каміння на землі.

Вид веде денний спосіб життя з піками активності вранці та вдень. Живе переважно на землі, але також може забиратися на дерева та кущі. Тварини харчуються переважно травоїдною їжею — насінням, плодами та горіхами, рідше — комахами та дрібними хребетними. Жолуді та насіння сосни складають основну частину їхнього раціону, в деякі роки жолуді їдять цілий рік. Бурундуки Мерріама, як правило, активні цілий рік і не впадають у сплячку, хіба що на великих висотах. Тварини будують свої гнізда в ущелинах скель на землі або в дуплах дерев, причому останні переважають. Схованки і гніздові порожнини часто перейшли від інших тварин, особливо дятлів, гірських кишенькових ховрахів (Thomomys) або інших вивірок.

## Розмноження
Під час спарювання самиці приваблюють самців закликом. Тривалість крику самиці становить від десяти до п'ятнадцяти хвилин. Самець чує поклик і реагує на нього, підбігаючи до самиці і стрибаючи навколо неї. Потім самиця присідає навпочіпки, а самець робить 12–24 поштовхи. Весь процес спарювання триває близько п'ятнадцяти секунд.